# Aín
Aín település Spanyolországban, Castellón tartományban. Aín Alcúdia de Veo, Algimia de Almonacid, Almedíjar, Chóvar, Eslida és Azuébar községekkel határos. Lakosainak száma 131 fő (2024).

## Népesség
A település népessége az elmúlt években az alábbi módon változott:
| Lakosok száma | 166  | 153  | 145  | 141  | 141  | 129  | 122  | 127  | 135  | 131  |
|               | 2001 | 2004 | 2006 | 2009 | 2011 | 2014 | 2016 | 2019 | 2021 | 2024 |